# Sukarame Atas
Sukarame Atas is een bestuurslaag in het regentschap Bener Meriah van de provincie Atjeh, Indonesië. Sukarame Atas telt 474 inwoners (volkstelling 2010).